# SCIgen
SCIgen ist ein Computerprogramm, das eine kontextfreie Grammatik verwendet, um unsinnige wissenschaftliche Publikationen über Informatik zu erzeugen. Es generiert alle Bestandteile des Artikels, inklusive Graphiken und Quellen. Es wurde zur Belustigung von Studenten des Massachusetts Institute of Technology geschrieben.

## Annahme der Artikel
Im Jahr 2005 wurde ein mit Scigen (Abkürzung für „Science-Generator-Program“) generierter Artikel namens „Rooter: A Methodology for the Typical Unification of Access Points and Redundancy“ bei der 9. World Multi-Conference on Systemics, Cybernetics and Informatics (WMSCI) eingereicht und angenommen. Nachdem über diesen Zwischenfall in den Medien berichtet worden war, wurde der Artikel jedoch abgewiesen. Die Autoren des Programms mieteten einen Konferenzraum im Hotel, in dem die WMSCI stattfand, und hielten Vorträge zu zufallsgenerierten Folien. Durch einen Aufruf im Internet hatten sie in kurzer Zeit 2500 Dollar an Spenden eingesammelt, womit sie die Mietkosten des Konferenzraums und ihren Aufenthalt finanzieren konnten. Es kam allerdings nur ein Zuhörer zu ihrer Veranstaltung. Das Studententrio stellte das SCIgen-Programm auf ihre Homepage und beschrieb den Anwendungsbereich so: „Ein nützliches Ziel für dieses Programm ist es, automatisch Einsendungen für Konferenzen zu generieren, von denen du vermutest, dass sie sehr niedrige Einreichungsstandards haben“.
2008 gelang es Herbert Schlangemann, der angeblich an einer schwedischen Universität arbeitete, einen mit dem SCIgen-Programm erstellten Artikel bei der Internationalen Conference on Computer Science and Software Engineering (CSSE) erfolgreich anzumelden. Ihm wurde sogar angeboten, eine Sitzung der Konferenz zu leiten. Im August 2012 veröffentlichte Hakin9 ein englischsprachiges E-Book über den Netzwerkscanner nmap, bei dem es einem Autorenteam gelang, einen SCIgen-Artikel unterzubringen.
Im Januar 2014 zogen Springer und IEEE über 120 Artikel zurück, die unter anderem mit SCIgen generiert wurden, nachdem sie vom französischen Wissenschaftler Cyril Labbé, der ein Programm zur Erkennung solcher Artikel geschrieben hatte, gewarnt worden waren.

## SCIpher
Im Jahr 2015 wurde zum 10. Geburtstag von SCIgen ein Steganographie-Programm veröffentlicht, SCIpher, welches Nachrichten in Einsendeaufforderungen für Tagungen kodiert und sie auch dekodiert.